# Obraz wotywny

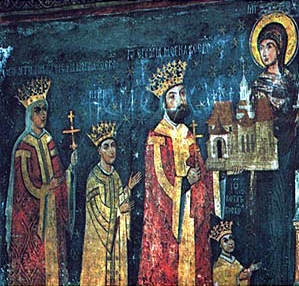
Fragment obrazu wotywnego Jeremiego Mohyły w monastyrze Sucevita

Obraz wotywny – często spotykane w sztuce chrześcijańskiej malarskie przedstawienie fundatora świątyni (samego lub z rodziną) ofiarujących ją za pośrednictwem świętych (patronów kościoła lub fundatora) czy Marii Chrystusowi. Nieodłącznym atrybutem tych przedstawień jest przedstawienie (model) świątyni w rękach fundatora. Szczególnie popularne w sztuce Bizancjum.
Pojęcia tego używa się także w szerszym kontekście – na określenie wszelkich obrazów przekazanych jako wotum – błagalne albo dziękczynne (patrz: dar wotywny).